# P-20 „Periscop”
Radarul P-20 „Periscop” (în limba rusă „Перископ”, în cod NATO „Bar Lock”) a fost un radiotelemetru sovietic exploatat din anul 1952 în fosta URSS. Radarul a fost și în înzestrarea țărilor fostului Tratat de la Varșovia, inclusiv în Armata României. În prezent nu se exploatează. 

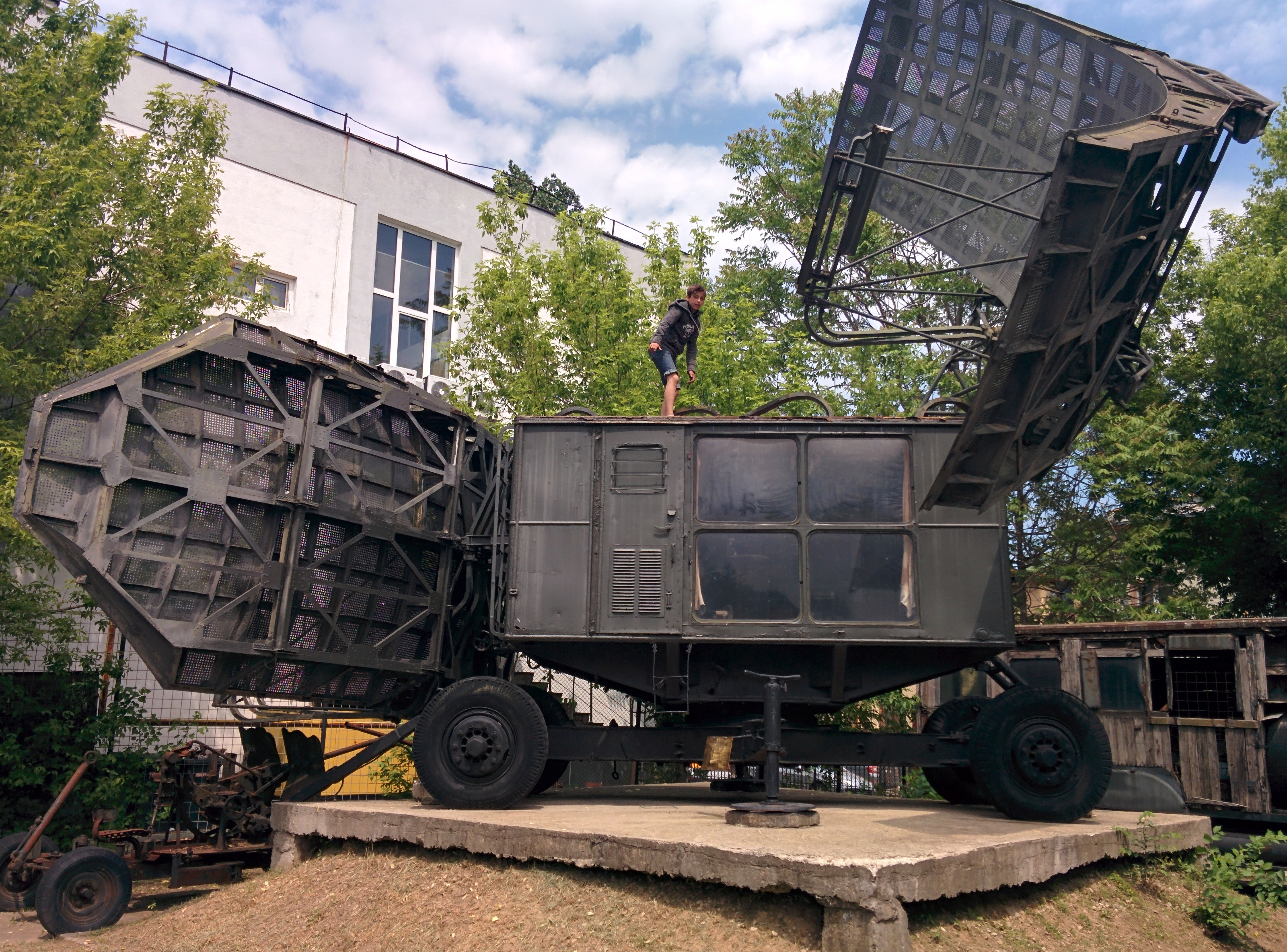
Cabina emisie-recepție a radarului P-20 Periscop

## Scurt istoric
Radarul P-20 a fost prima stație de radiolocație de descoperire îndepărtată și de dirijare în gama de lungimi de undă centimetrice. Realizarea lui s-a făcut în conformitate cu instrucțiunile Forțelor Aeriene în cadrul planului de trei ani  de dezvoltare a radiolocației pentru perioada 1946 - 1948. Proiectarea și realizarea radarului s-a desfășurat de către un colectiv din Institutul 20 de Cercetări Științifice din MOscova, sub conducerea lui L.V. Leonov. 
În anul 1949 radarul a fost supus la testele oficiale ale Forțelor Aeriene (conducător inginer laborant I.I. Vasiutin) și au corespuns cu cerințele specificate ale Forțelor Aeriene. Radarul a fost aceptat în exploatare și s-a utilizat pe scară largă în Forțele Aeriene, Trupele de Apărare Antiaerienă, Marina Militară, pe marile aerodromuri și Flota Aeriană Civilă ca radar de supraveghere aeriană. 
Construcția radarului a început la fosta uzină de reparații auto, care în doar un an și un pic a fost transformată într-o uzină electromecanică gigant. În decembrie 1952 a ieșit primul radar. După cinci ani din atelierele uzinei electromecanice din Lianozov ieșiseră deja până la 300 de seturi de radare P-20. Radarul, plasat pe un afet mijlociu de tun de artilerie antiaeriană, a funcționat foarte sigur. 
A trebuit să se plaseze radarul și în munți dar echipamentul s-a ionizat rapid și a ieșit din funcțiune, s-au ars tuburile catodice ale indicatoarelor de observare circulară. Toate acestea s-au întâmplat din cauza descărcărilor electrice puternice din aer. |Constructorul șef al radarului montan Lev Shulman a reușit să găsească soluțiile potrivite și, literalmente, în doar o jumătate de an versiunea montană a radarului P-20 a fost creată și testată în barocamere și în Armenia pe muntele Alagez. Erau modificări mai importante, la care au fost prinse radarele și creatorii lor din Lianozov. 
Curând, pe baza radarului P-20 a fost creat un radar mult mai avansat  P-30. După fiabilitatea și datele tehnice și tactice, acesta a depășit toate radarele interne existente la acel moment. El a început să fie cumpărat și în străinătate. După P-30 a ieșit la lumină P-35, și apoi P-37, care a înlocuit tuburile electronice cu vid cu semiconductori și cipuri. Ultimul radar P-37 a absorbit toate realizările din acea perioadă.

## Destinație
Radarul era destinat pentru cercetarea îndepărtată a spațiului aerian, descoperirea mijloacelor aeriene de zbor și dirijarea aviației de vânătoare la interceptare.

## Scurtă descriere
Radarul asigura observarea circulară și descoperirea țintelor în zona sa de acțiune, reprezenta situația aeriană pe ecranele stației și pe un indicator de observare circulară portativ la punctual de comandă al unității de aviație. Radarul determina trei coordonate ale țintei: azimutul, distanța înclinată și altitudinea de zbor folosind ”raza  V”, idee care a fost sugerată de prof. M.A. Bronci-Bruevici încă din anul 1938. Pentru recunoașterea avioanelor proprii, de către radar, s-a atașat un aparat de interogare prin radiolocație NRZ-1 (radar secundar).
Aparatura de emisie-recepție (cinci emițătoare și cinci canale de recepție), fiecare lucrând într-o altă frecvență din gama de unde centimetrice și unul în gama decimetrică, a fost instalată într-o remorcă rotativă dispusă pe un afet de tun antiaerian. Sistemul de antenă era format din două cadre deschise trunchiate dintr-o antenă parabolică, realizat atât la emisie cât și la recepție.   
Pe acoperișul cabinei, pe o latură îngustă, s-a montat antena înclinată la un unghi de 45 de grade față de orizontală.  Pe cealaltă latură îngustă s-a montat antena în plan orizontal. Trei emițătoare lucrau pe instalația de antenă orizontală, pentru descoperirea avioanelor și determinarea azimutului și distanței. Două emițătoare (din care unul în gama decimetrică) lucrau pe antena înclinată, care în combinație cu fasciculul vertical al antenei montate orizontal determina înălțimea de zbor a țintei. Pe indicatorul de înălțime ținta apărea de două ori, de la fasciculul vertical și de la cel înclinat, distanța dintre cele două semnale permitea determinarea altitudinii aproximative de către operator.  Stația a avut patru indicatori: doi de observare circulară (unul pentru șeful de tură și unul pentru operator), unul de înălțime și un indicator de observare circulară portativ. Radarul era un echipament sofisticat. Pentru exploatarea sa era necesar un personal cu cunoștințe de inginerie și experiența cunoașterii multor blocuri și dispozitive radio. În compunerea radarului au intrat opt unități cu aparatură, echipament electric și transport antene.  

## Date tehnico-tactice
Lărgimea diagramei de directivitate a antenelor:
- a fasciculului vertical: în plan orizontal de la 0,5 la 3 grade; în plan vertical 20 de grade;
- a fasciculului înclinat: în plan înclinat între 1 și 3 grade; în plan vertical între 2 și 18 grade.
- frecvența de lucru: banda E și banda F;
- puterea în impuls: 1 Mw;
- distanța maxima de descoperire: 250 km;
- capacitatea de separare în distanță: 500 m;
- capacitatea de separare în azimut: 1,5 grade;
- altitudinea maximă de descoperire: 18.000 m